# Glabellula arctica
Glabellula arctica är en tvåvingeart som först beskrevs av Zetterstedt 1838. Enligt Catalogue of Life ingår Glabellula arctica i släktet Glabellula och familjen svävflugor, men enligt Dyntaxa är tillhörigheten istället släktet Glabellula och familjen Mythicomyiidae. Arten är reproducerande i Sverige. Inga underarter finns listade i Catalogue of Life.